# Монохромно изображение
Монохромно изображение (на старогръцки: μόνος – един, на старогръцки: χρῶμα – цвят), изхождайки от определението на монохроматично излъчване, е изображение, съдържащо светлина само от един цвят (дължина на вълната), който се възприема от човешкото око като цветни оттенъци (за разлика от цветното изображение, съдържащо различни цветове).
Монохромни изображения са например рисунките с туш, молив или въглен, черно-белите фотографии, изображенията на екраните на черно-белите телевизори или компютърни монитори (независимо от истинския им цвят на светене), черно-белите филми.